# Tribulus (slak)
Tribulus is een geslacht van weekdieren uit de klasse van de Gastropoda (slakken).

## Soort
- Tribulus planospira (Lamarck, 1822)